# Tham luận
Tham luận là một hình thức văn nghị luận dùng để nêu lên một quan điểm, luận chứng của người viết để cung cấp các thông tin chuyên sâu về một lĩnh vực tự nhiên hoặc xã hội, đưa ra các yêu cầu, kiến nghị, giải pháp để phân tích, bổ sung hay phản bác một vấn đề nào đó và thường dùng trình bày trước một hội thảo hay hội nghị. Tham luận có thể được trình bày dưới dạng báo cáo tham luận và thường dung lượng không quá dài so với các báo cáo hay các bài nghị luận, chuyên khảo khác.

## Đặc điểm
- Tính thời sự: Tham luận là bài viết nêu lên một vấn đề trước hội nghị để hội nghị thảo luận vì vậy trong tham luận luôn đặt ra những vấn đề cần giải quyết hoặc cần nêu lên để hội nghị, hội thảo thấy được hiện trạng, vấn đề đặt ra.
- Tính tham khảo: Do tham luận dùng để nêu lên một chủ đề trong cuộc họp, hội thảo nên nó phải đưa ra những thông tin có ích và có trọng tâm, không giống như một báo cáo theo kiểu liệt kê, dàn trải mà tham luận phải có tính chọn lọc và khái quát các vấn đề.
- Tính phản biện: Vì tham luận nêu lên quan điểm của người viết nên trong bài tham luận luôn có những ký kiến đồng tình hay phản bác về một vấn đề, nào đó, cách giải quyết hiện tại hay đồng tình hoặc không đồng tình trước những ưu điểm, khuyết điểm nào đó.
- Tính đề xuất: Trong bài tham luận, khi tham gia vào một vấn đề nào đó, tác giả ngoài có ý kiến riêng của mình phải nêu được những đề xuất, giải pháp, phương pháp để giải quyết những vấn đề mình đưa ra. Tham luận thường có dẫn chứng cụ thể để thuyết phục những luận cứ, giải pháp này để thuyết phục người nghe.

Nói chung, những đặc điểm này trong tham luận có thể không tách rời mà lồng ghép lẫn nhau, bổ sung lẫn nhau.